# Fernando Salinas
Luis Fernando Salinas De los Ríos (Tarija, 18 de mayo de 1960) es un exfutbolista y entrenador boliviano. Como jugador se desempeñó como delantero.

## Trayectoria
Salinas inició su carrera profesional en 1980 con el Club Bolívar. Allí jugó doce temporadas consecutivas, hasta que se trasladó al Club Atlético Ciclón de su ciudad natal, a finales de 1992. Terminó su carrera en este último club en 1993. Se convirtió en campeón nacional siete veces con el Club Bolívar.
Sus 201 goles lo convierten en el tercer goleador de la historia de la Primera División de Bolivia. Es además el máximo goleador de la historia del Bolívar.

## Selección nacional
En 1983 fue incluido en la lista para la Copa América.  Debutó en la competición el 14 de agosto, al Estadio Hernando Siles contra Colombia.

## Clubes

### Como jugador
| Club    | País    | Año         |
| ------- | ------- | ----------- |
| Bolívar | Bolivia | 1980 - 1992 |
| Ciclón  | Bolivia | 1993        |

### Como entrenador
| Club                    | País    | Año         |
| ----------------------- | ------- | ----------- |
| Unión Central           | Bolivia | 1998 - 1999 |
| Real Potosí             | Bolivia | 2000        |
| Independiente Petrolero | Bolivia | 2001        |
| Unión Central           | Bolivia | 2002        |
| Iberoamericana          | Bolivia | 2003        |
| San José                | Bolivia | 2004        |
| Iberoamericana          | Bolivia | 2005        |
| Unión Central           | Bolivia | 2005        |
| La Paz F. C.            | Bolivia | 2006        |
| Ciclón                  | Bolivia | 2014        |

## Palmarés

### Como jugador
Títulos nacionales
| Título           | Club    | Año  |
| ---------------- | ------- | ---- |
| Primera División | Bolívar | 1982 |
| Primera División | Bolívar | 1983 |
| Primera División | Bolívar | 1985 |
| Primera División | Bolívar | 1987 |
| Primera División | Bolívar | 1988 |
| Primera División | Bolívar | 1991 |
| Primera División | Bolívar | 1992 |

### Como entrenador
Títulos nacionales
| Título             | Club          | Año  |
| ------------------ | ------------- | ---- |
| Copa Simón Bolívar | Unión Central | 1998 |

### Distinciones individuales
| Distinción                                        | Año        |
| ------------------------------------------------- | ---------- |
| Máximo goleador de la Primera División de Bolivia | 1987, 1988 |